# Marianne Gossweiler
Marianne Gossweiler   (Schaffhausen, 15 de maig de 1943) és una genet suïssa, ja retirada, que va competir durant la dècada de 1960. Es casà amb el remer Urs Fankhauser.
El 1964 va prendre part en els Jocs Olímpics d'Estiu de Tòquio, on va disputar dues proves del programa d'hípica amb el cavall Stephan. Va guanyar la medalla de plata en la prova de doma per equips, mentre en la prova de doma individual fou setena. Quatre anys més tard, als Jocs de Ciutat de Mèxic, tornà a disputar dues proves del programa d'hípica, amb el mateix cavall Stephan. En aquesta ocasió va guanyar la medalla de bronze en la prova de doma per equips, mentre en la prova de doma individual fou desena.
En el seu palmarès també destaquen una medalla de plata al Campionat del Món de doma de 1966 i una de plata i una de bronze al Campionat d'Europa de doma de 1965 i 1967 respectivament.